# Ростовцев, Николай Евгеньевич (художник)
Николай Евгеньевич Ростовцев (1898—1988) — болгарский художник русского происхождения, который работал преимущественно в Варне (в том числе над убранством Успенского собора).
Родился 5 декабря 1898 г. в Сувалках в семье военного; мать Татьяна Форандер имела шведские корни. В России окончил кадетский корпус военного училища в 1917, воевал офицером Белой армии, выехал через Одессу в Варну. В Болгарии окончил Академию художеств (1930). Начиная с 1937 расписал 26 болгарских церквей, работал в Церковно-археологическом музее. В 1931—1937 списал более 40 изображений с древних памятников церковного искусства, чем способствовал сохранению болгарского культурного наследия.
Исследованием творчества Ростовцева занимается д-р Аделина Филева, руководитель Софийской городской галереи. В начале XXI века в Болгарии прошли несколько выставок Ростовцева — как церковных, так и светских. Планируется выпуск его биографии и альбома с репродукциями важнейших работ.